# 矢島舞依
矢島 舞依（やじま まい）は、日本の女性歌手、作詞家である。4月28日生まれ。京都府出身。

## 経歴
2014年1月、1stシングル『鼓動』にてCDデビューを果たした。漫画『疾風・虹丸組』の実写版のエンディングテーマ曲となった。
2014年8月、2ndシングル『シグナル』をリリース。TBSテレビ『エン活！』2014年 8・9・10月度エンディングテーマとなった。
2015年4月28日、SHIBUYA DESEOで初のワンマンライブを行い、同年4月29日3rdシングル『有罪』を発売。
2016年1月、バンド形態での活動に移行した。
2022年4月28日に公式ウェブサイトにて、2022年6月19日に開催するワンマンLIVEをもって活動を休止することが発表された。

## ディスコグラフィ

### シングル
1. 鼓動（2014年1月8日）[3]
2. シグナル（2014年8月6日）[4]
3. 有罪（2015年4月29日）[5]
4. Vampire Maiden（2016年2月27日、会場限定シングル）[6]
5. Second Dead（2018年6月6日、リリースの配信シングル）[7]
6. LUNATIC ISOLATION（2018年7月、会場限定シングル）[8]
7. Inferno（2018年8月、ミュージック・カードでリリース）[8]

### ミニアルバム
1. The Un-Dead（2016年6月1日）[9]
2. BLOODTHIRSTY（2017年1月25日）[10]
3. Innocent Emotion（2017年12月6日）[11]
4. Hell on Earth（2020年3月25日）[12]
5. Heaven Knows（2020年12月2日）[13]
6. Heretical Soul（2021年7月14日）[14]

### フルアルバム
1. Vampiress（2018年10月17日）[15]

### ベストアルバム
1. METAMORPHOSE（2022年5月18日）[16][17]

### 映像作品
- 「Innocent EmotionTour」LIVE DVD[18]
- 「HEAVEN＆HELL～Soulful Sabbat～」DVD＆Blu-ray[19]